# Famalicão (Nazaré)
Famalicão ist eine portugiesische Gemeinde (Freguesia) im Kreis Nazaré und im Distrikt Leiria. Sie hat 1664 Einwohner (Stand 19. April 2021) und eine Fläche von 21,7 km², somit eine Bevölkerungsdichte von 76,6 Einwohnern pro km². Bis ins 18. Jahrhundert war Famalicão aufgeteilt in Famalicão de Baixa (Nieder-Famalicão) und  Famalicão de Cima (Ober-Famalicão), die erste Gemeinde  zur Stadt Alfeizerão, die zweite zu Pederneira (nunmehr Nazaré) gehörend.

## Geographie
Der Ort Famalicão erstreckt sich vom Fuß des sich dort am Atlantik hinziehenden Höhenzuges, der Serra da Pescaria, bis auf die fast 100 Meter hohe Anhöhe, von wo aus man einen weiten Blick auf den Atlantik und auf die Küstenregion besitzt. Deswegen nimmt in neuerer Zeit dort die Bautätigkeit rege zu. Im Norden grenzt die Gemeinde an die Stadt Nazaré, im Osten an die Stadt Alfeizerão und im Süden an die Stadt São Martinho do Porto. Zum Meer hin findet sich mit dem Praia do Salgado einer der schönsten Strände der Region mit einer zur Serra da Pescaria hin weitläufigen Dünenzone, an deren nördlichen Seite sich die Kirche von São Gião befindet. In der Serra da Pescaria und dem sich landeinwärts anschließenden Gemeindegebiet, wie dem Ortsteil Quinta Nova, wird Landwirtschaft und Fruchtanbau betrieben. Auch finden sich dort holzverarbeitende und Keramikindustrie.

## Geschichte
Die Bewohner von Famalicão de Cima kamen aus der etwa 15 km nördlich ebenfalls am Atlantik gelegenen seinerzeitigen Stadt Paredes da Vitória, einer der dreizehn Städte der Coutos de Alcobaça, dem historischen Herrschaftsgebiet der Abtei von Alcobaça, und brachten von dort die Verehrung der Nossa Senhora de Vítória mit, ein Marienbild, das verloren ging und nunmehr durch ein anderes in der Igreja de Nossa Senhora da Vítória (Kirche Unserer Frau des Sieges) in Famalicão vorhandenes Bild ersetzt wurde. Die in Famalicão de Baixa wohnende Bevölkerung gehörte zu Alfeizerão, einer anderen der dreizehn Städte der Coutos de Alcobaça, die wie in der gesamten Gegend und vor allem durch die Abtei von Alcobaça die Verehrung der Nossa Senhora da Nazaré in den Vordergrund stellte. Im Laufe der Jahrhunderte setzten sich aber in Famalicão die Anhänger der Nossa Senhora de Vítória durch und Famalicão weist seither die Besonderheit dieser Verehrung noch als einzige Gemeinde in Portugal auf. Die Verehrung findet im August statt. In der Kirche Nossa Senhora da Vítória findet sich auch eine Steinskulptur, die die Dreieinigkeit darstellt und die aus dem 15./16. Jahrhundert stammt. Es wird angenommen, dass die Skulptur von der ebenfalls in Famalicão liegenden wahrscheinlich frühchristlichen Kirche von São Gião herrührt und bei Beginn deren Verfalls im 18. Jahrhundert in die Pfarrkirche Nossa Senhora da Vítória von Famalicão übernommen wurde. Die Pfarrkirche stammt vermutlich aus der ersten Hälfte des 17. Jahrhunderts.
Auf der nördlichen Seite grenzte Famalicão noch im Mittelalter an die Bucht von Nazaré und den dort liegenden Hafen von Pederneira an, ein Bereich der in den letzten dreihundert Jahren verlandet ist. Zu diesem Verlandungsbereich dürfte auch die gesamte Dünenlandschaft in Famalicão gehören. In der ehemaligen Küstenzone liegt daher auch die Quinta de São Gião, der Ort der gleichnamigen Kirche. In dieser Gegend wurden Gebrauchsgegenstände sowohl aus römischer wie auch aus westgotischer Zeit gefunden. Nach von portugiesischen Autoren zwar bezweifelter, aber von internationalen Archäologen vertretener Meinung wurde die Kirche von São Gião auf einem dort zuvor stehenden römischen Neptuntempel errichtet. Der Sage nach soll der römische Konsul Décio Juno Bruto diesen Tempel wegen einer zwischen 140 und 130 vor Christus dort gewonnenen Schlacht aus Dank an die Götter errichtet haben. Diese Indizien belegen auf jeden Fall, dass Famalicão schon zur römischen Zeit besiedelt war.